# Ben Garrison
Ben Garrison (* 1957) ist ein US-amerikanischer politischer Karikaturist. Seine Arbeiten werden vor allem von der Alt-Right aufgegriffen. Viele seiner Zeichnungen haben einen sexistischen und rassistischen Hintergrund. Garrison selbst versteht sich als libertär.

## Leben
Ben Garrison zeichnete bereits als Teenager Karikaturen. Nach dem High-School-Abschluss besuchte er die Angelo State University in den 1970ern, wo er einen Bachelor of Arts erwarb und schloss 1979 mit einem Magna cum laude ab.
Zunächst versuchte sich Garrison als Maler, begann dann allerdings als Grafiker bei der San Angelo Standard-Times, wo er auch seine ersten Cartoons veröffentlichte. Er lebte anschließend 20 Jahre in Seattle, wo er bis zur Einstellung für den Seattle Post-Intelligencer arbeitete. Anschließend zog er nach West Montana. Zum politischen Karikaturisten wurde er nach der Finanzkrise ab 2007. Die Rettungsaktionen für die riesigen Investmentbanken machten ihn wütend und so begann er mit seinen politischen Karikaturen. Diese waren zunächst gegen das US-amerikanische Zentralbank-System gerichtet, behandelten aber auch andere Themen, unter anderem Impfungen und Abtreibungen. Zunächst wurden die nicht besonders politisch korrekten Karikaturen von den Zeitungen abgelehnt, so veröffentlichte er sie auf seiner Website sowie in diversen Foren, wo sie schnell viral gingen. Auch Prominente wie Donald Trump, Ann Coulter und Dan Scavino haben seine Karikaturen geteilt.
Ab 2010 zogen seine Karikaturen weite Kreise und wurden insbesondere von rechten Foren verwendet. Dabei wurden einige auch von rechten Trollen abgewandelt und mit antisemitischen Motiven versehen. Insbesondere auf dem Breitbart News Network, 4chan und 8chan werden seine Karikaturen geteilt. Allerdings sind auch einige seiner Karikaturen selbst antisemitisch und rassistisch. Als Garrison gegen diese veränderten Karikaturen vorgehen wollte, begannen die Trolle, ihre Arbeit zu intensivieren und schufen „Ben Garrison, Nazi Cartoonist“ sowie die Kunstfigur „Zyklon Ben“. Sie veröffentlichten falsche und bearbeitete Cartoons in seinem Namen und verbreiteten sie über verschiedene Kanäle. Auch verbreiteten sie falsche Informationen. Sie ließen beispielsweise seinen Namen in einer angeblich geleakten KKK-Mitgliederliste erscheinen. Andre Oboler vom Online Hate Prevention Institute versuchte ihn mit mäßigem Erfolg, gegen diese Trolle zu unterstützen.
Garrison selbst sieht sich als Vertreter der Freedom of Speech und Libertärer. Als Vertreter der Meinungsfreiheit sieht er „politische Korrektheit“ und sogenannte „Social Justice Warriors“ als Feindbilder an. Im Wahlkampf veröffentlichte er einige Trump-Cartoons, die diesen positiv darstellten, und Cartoons gegen Hillary Clinton und Michelle Obama. Er gab aber an, keine bestimmten Sympathien zu hegen, aber Trump für dessen Kampf gegen „politische Korrektheit“ zu bewundern.

## Kritik und Kontroversen
Auch wenn viele seiner Werke von Trollen im Netz abgeändert wurden, so sind auch viele seiner Werke im Original umstritten. So sorgte insbesondere eine Vergleichskarikatur zwischen Michelle Obama und Melania Trump für Aufsehen, bei der Obama rassistisch und transphob mit muskulösen Unterarmen und einer Ausbeulung im Intimbereich, einem harten Gesicht und auch ansonsten unattraktiv gezeichnet wurde.
Ein Cartoon 2017 zeigte Trumps ehemaligen Sicherheitsberater H.R. McMaster und General David Petraeus, die von George Soros als Marionetten geführt werden. Die Karikatur wird dadurch antisemitisch, da Soros selbst von einer Hand mit der Aufschrift Rothschilds gelenkt wird. Damit adaptierte er die antisemitische Verschwörungstheorie des Weltjudentums. Kurz darauf wurde er offiziell von einem Gipfel im weißen Haus, der soziale Medien thematisierte, ausgeladen.
2018 wurde von Ron Pauls Twitter-Account ein antisemitischer und rassistischer Cartoon gepostet, bei dem ein Jude mit Hakennase, ein schwarzer Mann mit überdimensionalen Lippen, ein Asiate mit Schlitzaugen und ein Neandertaler Uncle Sam schlagen und dabei „Cultural Marxism“ rufen. Unterschrieben war die Karikatur mit Ben Garrison. Paul distanzierte sich kurz darauf von dem Bild, das ein Mitarbeiter ohne seine Kenntnis gepostet habe. Ben Garrison dementierte, dass dieser Cartoon von ihm stamme.
Eine Karikatur gegen den Teenager-Aktivisten und Parkland Survivor David Hogg stellte diesen 2018 als Dummy von CNN und dem sogenannten Deep State dar.